# Brunsbüttel
Brunsbüttel är en nordtysk industri- och hamnstad i Kreis Dithmarschen i Schleswig-Holstein. Staden är belägen vid Elbes mynning, cirka 70 kilometer nordväst om Hamburg och har cirka 
13 000 invånare.

## Historik

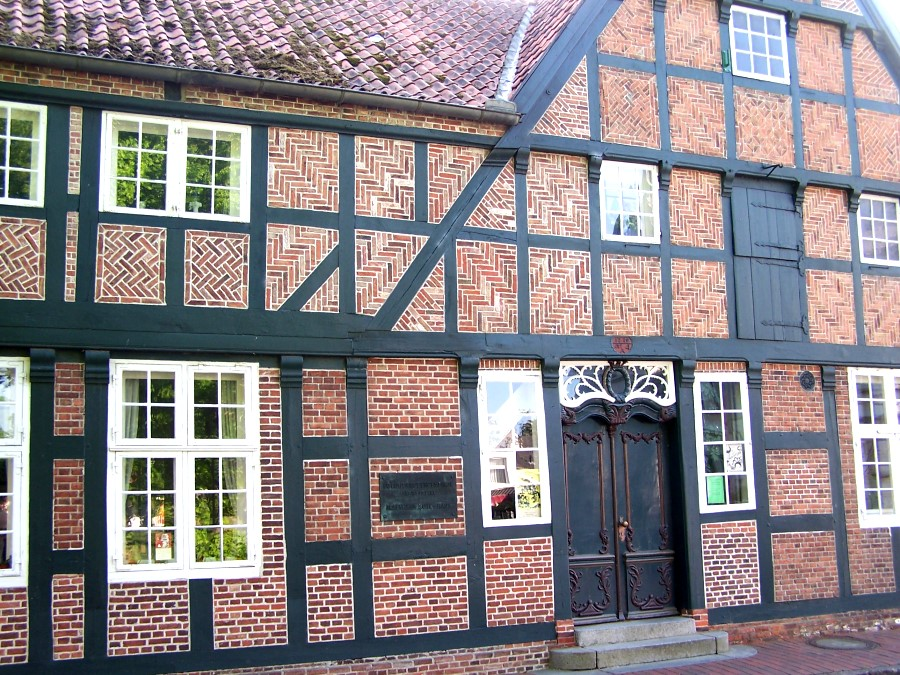
Matthias-Boie-Haus.

Det äldsta skriftliga dokumentet om Brunsbüttel går tillbaka till år 1286.  Då var ortens geografiska läge längre västerut. Men efter ständiga stormflodskatastrofer med stora landförluster till följd flyttades Brunsbüttel längre inåt landet. År 1679 kunde den första gudstjänsten hållas i nya kyrkan. Efter Julstormfloden 1717 (Weihnachtsflut 1717)  och därefter vidtagna åtgärder i form av utdikning och nya dammar bilades 1772 ”Brunsbüttel-Eddelaker-Koog”, som fick politisk självstyre genom Kristian VII av Danmark.
År 1907 genomfördes en namnändring från ”Brunsbüttel-Eddelaker-Koog” till ”Brunsbüttelkoog”, som 1948 erhöll stadsrättigheterna. 1970 bildades av kommunen (Gemeinden) Brunsbüttel och de kringliggande kommunerna staden Brunsbüttel. 1972 anslöt sig  ytterligare en kommun.

## Ekonomi och turism

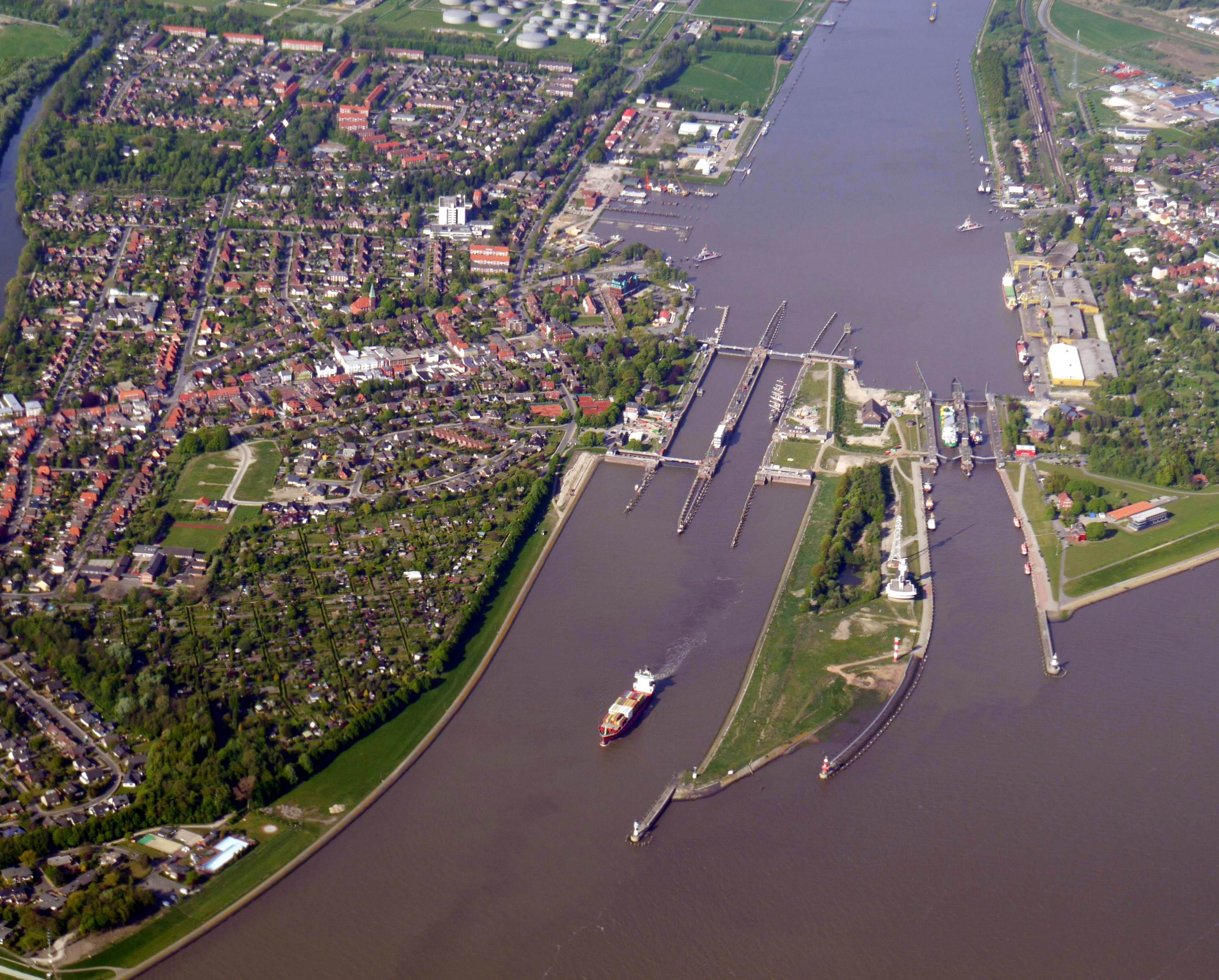
Vy över Brunsbüttel från Elbe in i Kielkanalen.

Ekonomiskt viktigt för Brunsbüttel är dess läge vid mynningen av Kielkanalen och Elbes omfattande fartygstrafik. Brunsbüttel förfogar över flera hamnar: Elbehafen, Ölhafen (oljehamnen), Hafen Ostermoor och Seglerhafen (en Småbåtshamn). I staden finns även trafikledningen för fartygstrafiken på Unter-Elbe och Kielkanalen. 
Intressant för turister är slussanläggningen för Kielkanalen med intilliggande museum över kanalens tillkomst. Sevärd är även Brunsbüttels historiska stadskärna med sina korsvirkesbyggnader, exempelvis Matthias-Boie-Haus.